# Pygaerina radiata
Pygaerina radiata är en fjärilsart som beskrevs av Sergius G. Kiriakoff 1965. Pygaerina radiata ingår i släktet Pygaerina och familjen tandspinnare. Inga underarter finns listade.